# Чаума
Чау́ма (англ. Chauma) — традиційна громада у складі дистрикту Дедза Центрального регіону Малаві.
Населення — 22646 осіб (2018).